# Renässansens filosofi
Renässansens filosofi är en epok i den västerländska filosofins historia som börjar med medeltidens slut och slutar med upplysningstiden; eftersom uppbrottet till upplysningen är svårbestämd, räknas vanligen 1600-talets filosofi som en separat period.
Renässansen präglas av humanism, naturrättens och naturlagens separation från Guds lag, att medeltidens auktoritetstro utbyts i förnuftstro, och av att en tydligare skiljelinje mellan teologi och filosofi upprättas. Förhållningssättet till religion tar sig allt mera mystiska och individuella uttryck, i kontrast till skolastikens kollektiva religionsuppfattning.
Inom den politiska filosofin upprättas sekulära teorier, och ”statsnyttan” ersätter ”Guds vilja” och predestination som legitimering av staten. Samtidigt sker ett nationellt uppvaknande. Frågan om människans fria vilja å ena sidan, och kravet på människans tankefrihet å andra, upptar den filosofiska diskursen.

## Revolution i vetenskapen

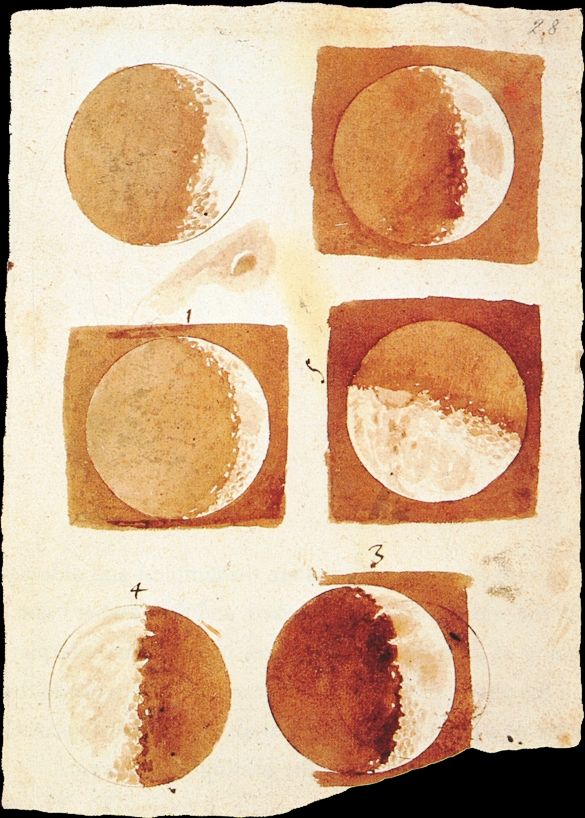
Månfaser av Galilei

Renässansen betecknar återfödelsen av den antika kulturen och filosofin. Under renässansen kom den stora brytningen med den antik-kristna kunskapssynen och man började bygga upp en "ny vetenskap byggd på observationer, orsaksförklaringar och matematik". Konst och teknologi utvecklades av bland andra Leonardo da Vinci.
Francis Bacon - var en vetenskapens härold och en förelöpare till den brittiska empirismen. Bacon var en av de första som tydligt såg behovet av vetenskaplig metod för vetenskaplig framväxt och dessutom de frukter i form av teknologi vetenskapen kunde ge om man gjorde en satsning på vetenskaplig växt. Man kan säga att Bacon var en av de första som aktivt jobbade med vetenskapsteori. Bacon är känd för att ha varit en dålig vetenskapsman - trots sina bidrag till vetenskapsteorin. Galileo Galilei - både praktiker och teoretiker inom vetenskapen. Hans fokus på experiment och tester i verkligheten gjorde honom på många sätt närmare oss, än Francis Bacons metodlära.
Astronomin utvecklades starkt av bland andra Nicolaus Copernicus och Giordano Bruno. Istället för att ha människan och jorden som självklart centrum i världen visade det sig att den heliocentriska världsbilden, med solen i centrum, var den rätta. Även Giordano Bruno, Tycho Brahe och Galileo Galilei gav viktiga bidrag till detta.

## Revolution i samhälle och samhällsteori

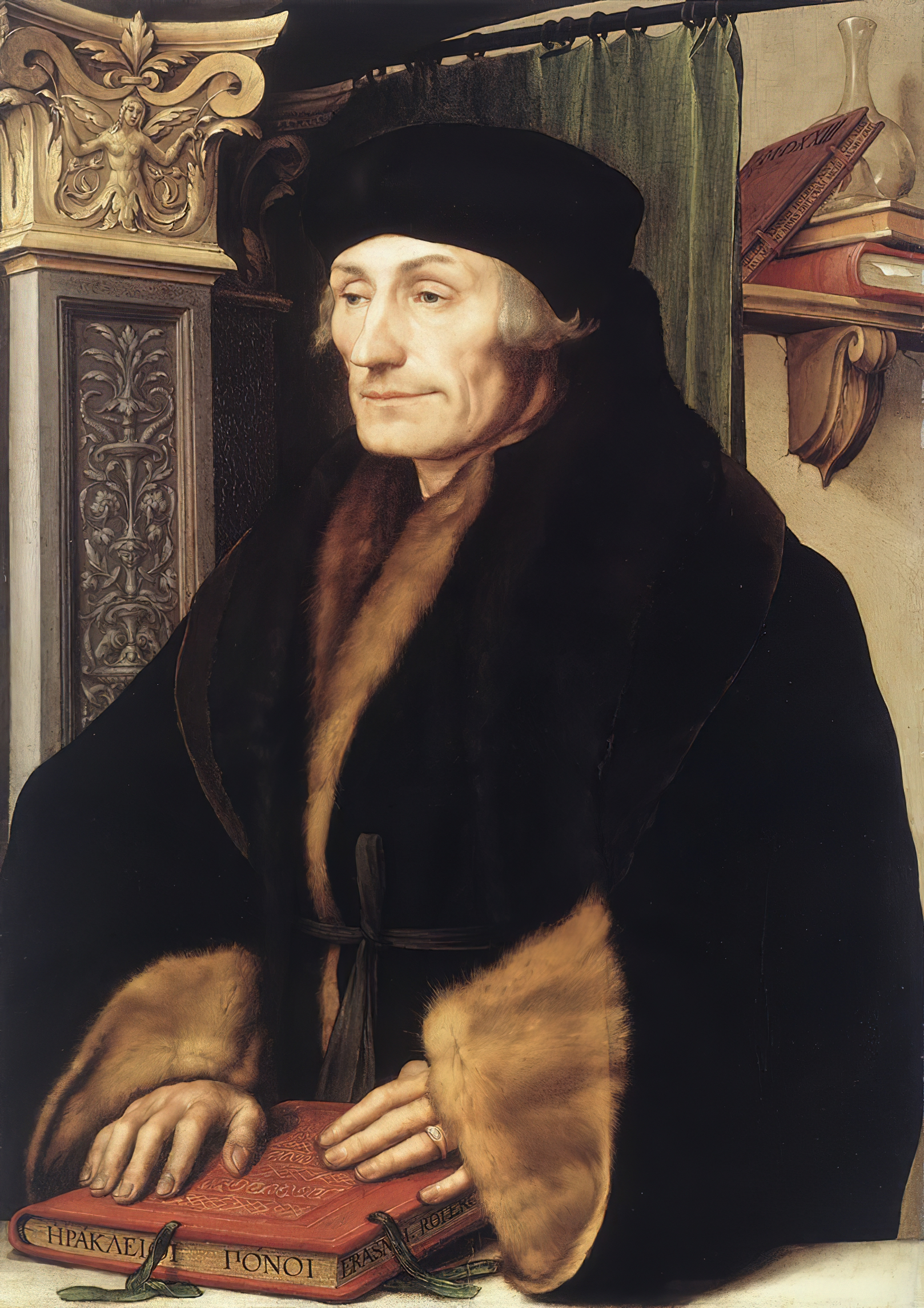
Erasmus av Rotterdam, 1466-1536.

Politisk filosofi och teologi påverkades av renässansen. I teologin kom det att leda till reformationen och motreformationen och i samhället förändrade sätt att styra länder och ibland gav det till revolutioner, till exempel den franska revolutionen. Samma anda som fick vetenskapsmän att lämna studiet av auktoriteter och istället studera naturen genom experiment fick teologer att studera bibeln på grundspråken och filosofer att läsa klassikerna. Gemensamt ifrågasatte de den kyrka och det samhälle som traditionen givit och prövade med förnuftet vad som var sunt, rätt och värt att behålla.
Erasmus av Rotterdam uppmuntrade det vetenskapliga studiet av bibelns grundspråk och gav ut en grekiska utgåva av Nya testamentet 1516. Läsningen av grundtexterna var en viktig del av reformationen, när man själva kunde läsa de Heliga texterna kunde man också själva besluta hur man skulle leva efter dem utan att vara beroende av traditionens tolkning. I Sverige är Luther den kanske mest kända reformatorn, men i många länder har Calvin fått större betydelse. Zwingli är kanske den mer extreme reformatorn, men det gör också att han tydligare illustrerar tidsandan, han avfärdade användandet av bilder och musik i gudstjänsterna och Jesu närvaro i nattvarden. Han avskaffade dessutom altare och mässkläder och införde gudstjänster som enbart bestod av predikan och bön. All yttre kyrkoputs ogillades, och kyrkorummet skulle vara helt odekorerat. I stället för transsubstantiationsläran hos den katolska kyrkan såg Zwingli nattvarden enbart som en minneshögtid. Reformatorerna förde så bort från traditionens dekorationer och komplikationer i kyrkorum och teologi och mot studier av grundtexterna och en direkt relation till den Gud de trodde på. 